# Pereskiopsis
Pereskiopsis Britton & Rose è un genere di piante succulente appartenente alla famiglia delle Cactacee, originario del Messico.
Il suo nome deriva dal greco òpsis (vista) unito a quello del genere Pereskia per via della forte rassomiglianza tra i due generi.

## Descrizione
Sono piante con fusto cilindrico che si ramifica fino a raggiungere un'altezza di circa 2 m; le foglie sono persistenti, carnose e piatte; hanno areole composte di spine e peli.

## Tassonomia
Il genere comprende le seguenti specie:
- Pereskiopsis aquosa (F.A.C.Weber) Britton & Rose
- Pereskiopsis blakeana J.G.Ortega
- Pereskiopsis brandegeei Britton & Rose
- Pereskiopsis diguetii (F.A.C.Weber) Britton & Rose
- Pereskiopsis kellermanii Rose
- Pereskiopsis porteri (Brandegee ex F.A.C.Weber) Britton & Rose
- Pereskiopsis rotundifolia (DC.) Britton & Rose

## Coltivazione
Necessita, in inverno, di una temperatura che si aggiri intorno ai 13 °C; le annaffiature andranno eseguite saltuariamente, anche nella stagione invernale, per evitare che i fusti raggrinziscano.